# Conférence épiscopale polonaise
 (mars 2019).
Si vous disposez d'ouvrages ou d'articles de référence ou si vous connaissez des sites web de qualité traitant du thème abordé ici, merci de compléter l'article en donnant les références utiles à sa vérifiabilité et en les liant à la section « Notes et références ».
La Conférence épiscopale polonaise (en polonais : Konferencja Episkopatu Polski, abrégé KEP) est une conférence épiscopale de l’Église catholique qui réunit les évêques de Pologne. Elle compte quatre cardinaux, vingt-neuf archevêques et 118 évêques.
La conférence est représentée à la Commission des épiscopats de l’Union européenne (COMECE). Son président participe également au Conseil des conférences épiscopales d’Europe (CCEE), avec une petite quarantaine d’autres membres.

## Présidents
- 1919-1926 : cardinal Edmund Dalbor ;
- 1926-1948 : cardinal August Hlond ;
- 1948-1981 : cardinal Stefan Wyszyński ;
- 1981-2004, élu depuis 1994 : cardinal Józef Glemp ;
- 2004-2014 : Józef Michalik ;
- depuis 2014 : Stanisław Gądecki.

## Vice-présidents
- 1969-1978 : cardinal Karol Wojtyła (ensuite pape Jean-Paul II) ;
- 1979-1994 : cardinal Franciszek Macharski ;
- 1994-1999 : Henryk Muszyński ;
- 1999-2004 : Józef Michalik ;
- 2004-2014 : Stanisław Gądecki ;
- depuis 2014 : Marek Jędraszewski.

## Secrétaires généraux

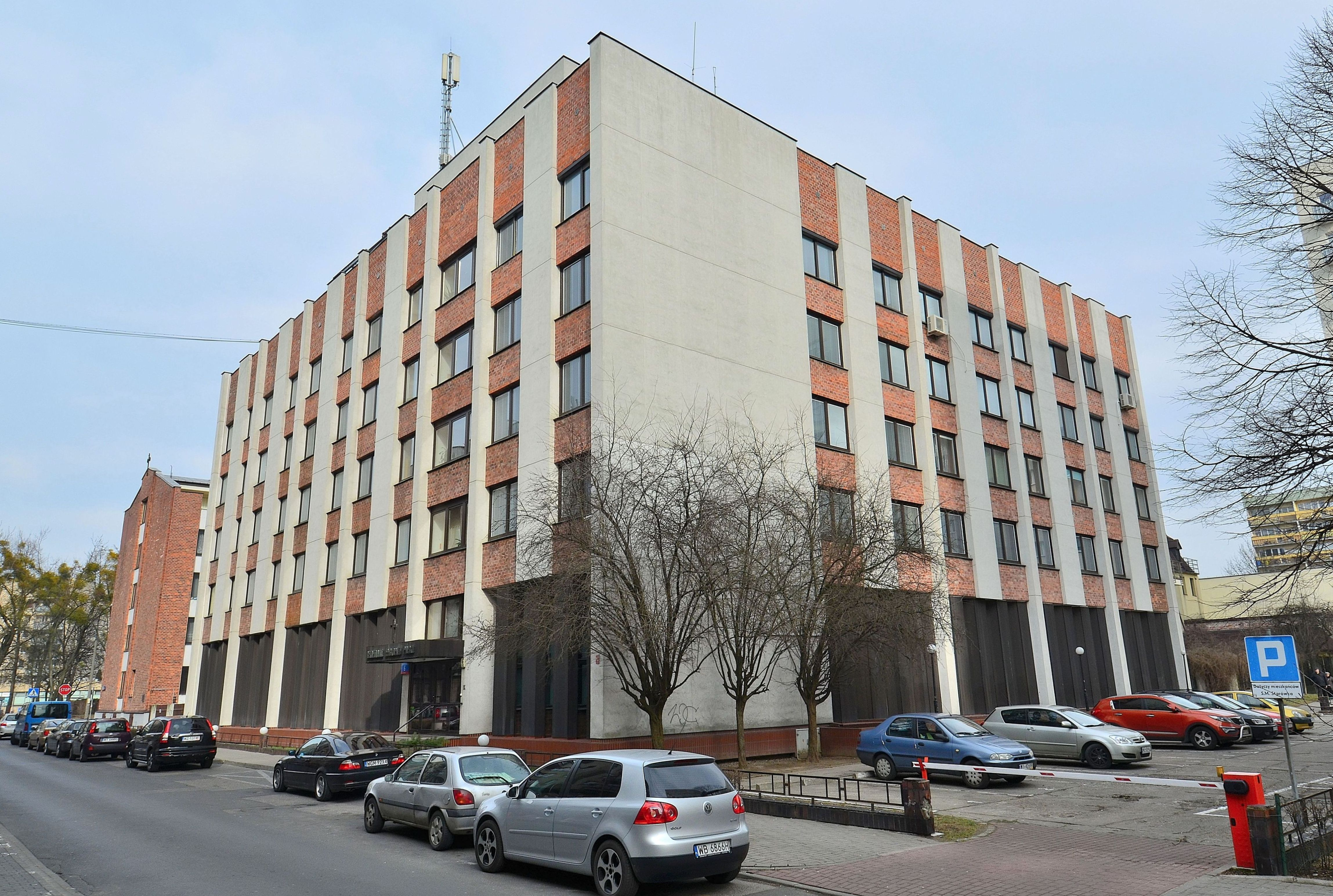
Immeuble où siège le secrétariat de la conférence.

- 1918-1919 : Antoni Julian Nowowiejski (en) ;
- 1919-1925 : Henryk Przeździecki ;
- 1925-1926 : Romuald Jałbrzykowski (de) ;
- 1926-1946 : Stanisław Kostka Łukomski ;
- 1946-1968 : Zygmunt Choromański ;
- 1969-1993 : Bronisław Wacław Dąbrowski ;
- 1993-1998 : Tadeusz Pieronek ;
- 1998-2007 : Piotr Libera ;
- 2007-2011 : Stanisław Budzik ;
- 2011-2014 : Wojciech Polak ;
- depuis 2014 : Artur Miziński.

## Sanctuaires
La conférence épiscopale a désigné six sanctuaires nationaux, dont trois sont devenus sanctuaires internationaux, :
- le sanctuaire de la Miséricorde-Divine de Cracovie, devenu sanctuaire international[11] ;
- la basilique-cathédrale Saints-Stanislas-et-Venceslas de Cracovie[12] ;
- la basilique de l’Assomption-de-la-Vierge-Marie du monastère Jasna Góra à Częstochowa[6] ;
- le sanctuaire Notre-Dame-des-Douleurs de Stary Wielisław, devenu sanctuaire international en 2001[13],[14] ;
- l’abbaye Sainte-Edwige de Trzebnica, devenu sanctuaire international[15] ;
- le sanctuaire Saint-André-Bobola de Varsovie, en 2007[16] ou 2008[17] avec une confirmation en 2011[16].